# Danzhai (socken i Kina)
Danzhai (kinesiska: 单寨, 单寨乡) är en socken i Kina. Den ligger i provinsen Shanxi, i den norra delen av landet, omkring 180 kilometer nordväst om provinshuvudstaden Taiyuan. Antalet invånare är 3 383. Befolkningen består av 1 576 kvinnor och 1 807 män. Barn under 15 år utgör 13,0 %, vuxna 15-64 år 68 %, och äldre över 65 år 17,0 %.
Genomsnittlig årsnederbörd är 742 millimeter. Den regnigaste månaden är juli, med i genomsnitt 245 mm nederbörd, och den torraste är december, med 3 mm nederbörd.